# Chloe Moran
Pour les articles homonymes, voir Edwards.
Chloe Moran, née le 16 novembre 1998 à Adélaïde, est une coureuse cycliste australienne. Elle court sur route et sur piste.

## Palmarès sur piste

### Jeux olympiques
- Paris 2024
  - 7e de la poursuite par équipes

### Championnats du monde juniors
| Édition / Épreuve     | Poursuite par équipes |
| Astana 2015 (juniors) | Argent                |

### Coupe des nations
- 2022
  - 2e de la poursuite par équipes à Milton
  - 2e de l'américaine à Milton
- 2024
  - 3e de la poursuite par équipes à Adélaïde

### Ligue des champions
- 2022
  - 1re du scratch à Londres (II)
  - 3e du scratch à Berlin

### Jeux du Commonwealth
| Édition / Épreuve | Poursuite par équipes | Course aux points | Scratch |
| Birmingham 2022   | Or                    | 7e                | 6e      |

### Championnats d'Océanie
| Édition / Épreuve | Poursuite par équipes | Course aux points | Américaine | Scratch | Élimination | Omnium |
| Cambridge 2017    | Bronze                | Bronze            |            |         |             |        |
| Brisbane 2022     |                       | Or                | Argent     | Argent  | Or          |        |
| Brisbane 2023     | Or                    | Or                | Bronze     | Or      |             | Or     |

### Championnats d'Australie
- 2017
  -  Championne d'Australie de poursuite par équipes
- 2021
  -  Championne d'Australie de poursuite par équipes
  -  Championne d'Australie de course aux points
- 2022
  -  Championne d'Australie de poursuite par équipes
  -  Championne d'Australie de course aux points
  -  Championne d'Australie d'omnium
- 2023
  -  Championne d'Australie de poursuite par équipes
  -  Championne d'Australie de course aux points
  -  Championne d'Australie de course scratch
- 2024
  -  Championne d'Australie de poursuite par équipes
  -  Championne d'Australie de course aux points

## Palmarès sur route
- 2016
  -  Championne d'Océanie sur route juniors
  -  Médaillée d'argent du championnat d'Océanie du contre-la-montre juniors
  - 2e du championnat d'Australie sur route juniors 
  - 3e du championnat d'Australie du contre-la-montre juniors

### Classements mondiaux
| Année                                 | 2022  | 2023  |
| ------------------------------------- | ----- | ----- |
| Classement UCI                        | 1050e | 1140e |
|                                       |       |       |
| Légende : nc = non classéSource : UCI |       |       |